# White Star Line
Vous lisez un « bon article » labellisé en 2009.
Pour les articles homonymes, voir White.
La White Star Line est une des principales compagnies maritimes britanniques entre la fin du XIXe siècle et le début du XXe siècle, surtout connue pour avoir été copropriétaire du Titanic. Si elle se centre principalement sur l'exploitation de paquebots sur la ligne transatlantique, elle possède également un certain nombre de paquebots mixtes desservant d'autres points du globe, notamment l'Australie et la Nouvelle-Zélande.
Fondée en 1845, son activité initiale porte principalement sur le transport d'immigrants à destination de l'Australie à bord de clippers. Après avoir fait faillite, la compagnie (en réalité son nom et son emblème) est rachetée en 1867 par Thomas Henry Ismay qui la rebaptise Oceanic Steam Navigation Company. Elle conserve cependant pour son activité commerciale l'appellation White Star Line. Elle se spécialise alors dans le transport de passagers à bord de paquebots de luxe qu'elle fait construire comme ceux de la classe Oceanic, et s'impose peu à peu au cours du XIXe siècle, notamment lorsque plusieurs de ses navires remportent le prestigieux Ruban bleu. Après la mort de Thomas Ismay en 1899, la société est reprise par son fils, Bruce, qui l'intègre en 1902 dans l'International Mercantile Marine Company du financier américain John Pierpont Morgan.
Elle continue à mettre en service de nouveaux paquebots, délaissant la vitesse au profit de la taille et du confort, avec la construction des Big Four et surtout des navires de la classe Olympic. Le naufrage du Titanic, l'un des navires de cette classe, crée un profond émoi dans l'opinion et entraîne la démission d'Ismay. Après la Première Guerre mondiale durant laquelle nombre de ses navires servent à des fins militaires et plusieurs sont perdus, la compagnie continue à s'imposer sur l'Atlantique dans les années 1920.
En 1927, la compagnie est détachée de l'IMM et reprise par Lord Kylsant dans un ensemble (la Royal Mail Steam Packet Company) qui constitue alors la première compagnie de transports de passagers du monde. La mauvaise gestion de Kylsant fragilise cependant l'entreprise, qui est frappée de plein fouet par la Grande Dépression. Après avoir tenté de vendre des navires pour se sauver, la compagnie doit finalement fusionner en 1934 avec sa rivale la Cunard Line pour former la Cunard-White Star Line. En 1949, la Cunard l'absorbe, et en 1960, le Britannic, dernier navire à arborer ses couleurs, est démoli.

## Historique

### La première White Star Line: clippers et affrètements (1845 - 1867)

#### Fondation

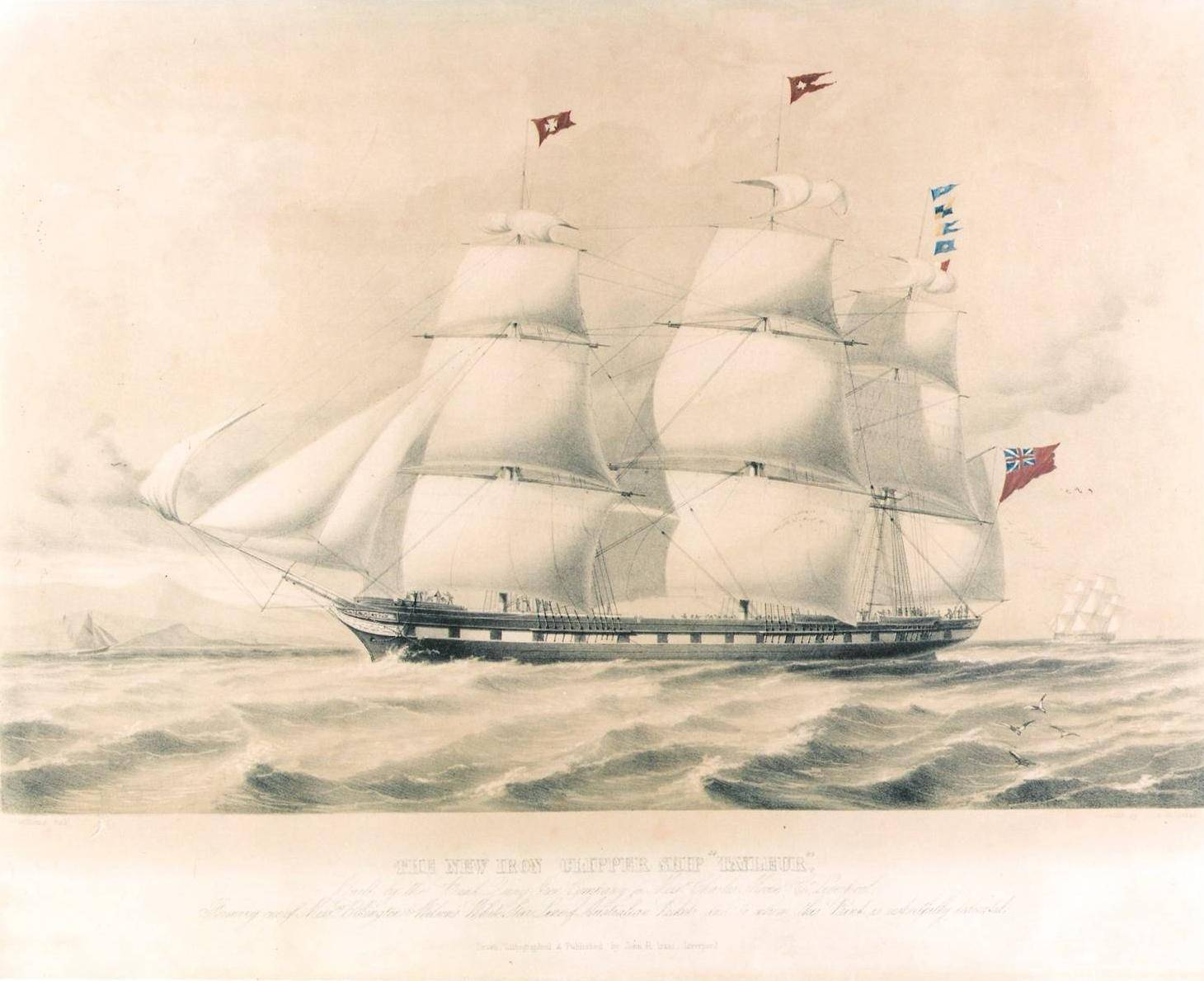
Le naufrage du Tayleur, en 1854, est le premier touchant la compagnie.

En 1845, deux jeunes hommes ayant débuté dans le secteur de la démolition de navires, John Pilkington et Henry Threlfall Wilson, fondent une société à Liverpool afin d'affréter des navires. Ils lancent, dès l'année suivante, leur première traversée pour Montréal, le 26 février 1846, avec le brick Elizabeth. Tous deux se lancent ensuite dans le transport d'immigrants pour New York, en continuant d'affréter des navires. En 1849, ils font l'acquisition de leur premier navire, un voilier nommé Iowa, et font pour la première fois la promotion de leur société sous le nom de « White Star Line of Boston Packets ».
Alors que les deux associés continuent d'acquérir des voiliers pour leurs affaires, ils décident en 1851 de profiter des ruées vers l'or qui touchent alors l'Australie. En effet, nombreux sont ceux qui désirent émigrer vers ces terres, et la population de l'Australie passe en trois ans durant cette période de 430 000 à 1,7 million d'habitants. Dès cette époque, Pilkington et Wilson insistent sur la sécurité de leurs navires lorsqu'ils s'adressent à la presse. Afin de rendre les traversées plus agréables à bord de ces austères voiliers en bois, des groupes de musique sont engagés afin de faire danser les passagers sur des airs populaires. Dans le cadre de ce commerce, la vitesse et la taille deviennent des atouts importants. En 1853, la compagnie prévoit d'affréter le clipper Tayleur, sur lequel les propriétaires misent de grands espoirs.
Ces espoirs se révèlent bien vite déçus. Parti du port le 19 janvier 1854, le Tayleur se révèle difficile à manier, et son équipage peu compétent. Lorsqu'il heurte des rochers par mer très agitée, le navire sombre, ne laissant que 290 survivants sur les 650 personnes présentes à bord. Le naufrage connaît un fort retentissement, mais la faute est rejetée sur les propriétaires, Charles Moore & Co., qui n'ont pas pris les précautions nécessaires au moment de la mise en service du navire, en ne faisant pas même d'essais en mer. Ceci permet à la White Star et au capitaine du navire de sortir blanchis des procédures.

#### Déboires et faillite

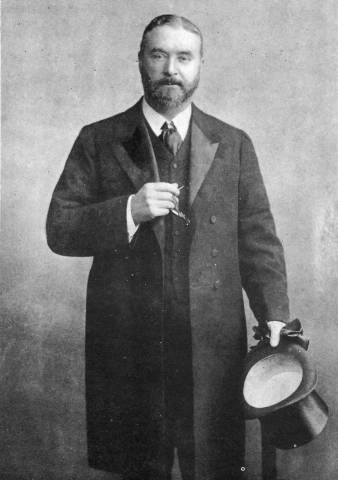
Lorsque la compagnie fait faillite fin 1867, son nom et son drapeau sont rachetés par Thomas Henry Ismay.

Afin de compenser l'impact de la perte du Tayleur, la White Star commande plusieurs clippers bien à elle, dont le premier est le Red Jacket. Le navire se révèle suffisamment performant sur la ligne de l'Australie pour assurer un certain succès à la compagnie, qui peut ainsi posséder de nouveaux navires rapides tels que le Shalimar, le Sultana, l'Emma et le White Star.
En 1856, cependant, la compagnie perd des contrats postaux, tandis que Wilson s'entête à vouloir des navires toujours plus gros pour conserver l'attention du public. Pilkington, dubitatif, quitte alors l'entreprise. Wilson le remplace par son beau-frère, James Chambers, renommant la firme H.T. Wilson & Chambers. La White Star poursuit ses activités, misant tout sur les navires à voile, tandis que ses rivales les plus directes, la Black Ball Line et les Eagles Line fusionnent en 1858 pour se maintenir après les difficultés engendrées par la mise en place de leur service à vapeur. Durant ces années, Wilson prête attention aux flux de migration, dirigeant selon les tendances ses services vers le Canada, ou la Nouvelle-Zélande. En 1863, la compagnie fait construire son premier navire à vapeur, le Royal Standard.
L'année suivante, afin d'améliorer les lignes de l'Australie, la White Star fusionne avec la Black Ball Line et les Eagles Lines, afin de former l'Australian and Eastern Navigation Company Limited, mais des rumeurs de malversations font échouer le projet. Une nouvelle tentative de fusion, cette fois sous le nom de Liverpool, Melbourne and Oriental Steam Navigation Company Limited connaît un sort similaire. Pendant ce temps, sous l'impulsion de Wilson, la White Star continue à emprunter aux banques de très importantes quantités d'argent pour financer de nouvelles constructions, notamment son second vapeur, le Sirius. Inquiet, Chambers quitte à son tour la direction pour être remplacé par John Cunningham, mais les affaires ne s'arrangent pas pour autant, et le Sirius doit être vendu avant même d'avoir pu être exploité.
En 1867, l'entreprise doit à la Royal Bank de Liverpool la somme, à l'époque astronomique, de 527 000 £. Il s'avère impossible de réunir une telle somme. Dès la fin de l'année, les biens de la compagnie sont liquidés. Son drapeau et son nom sont alors mis en vente pour 1 000 £, et rachetés par un jeune entrepreneur naval de la ville, Thomas Henry Ismay.

### Les débuts difficiles de l'Oceanic Steam Navigation Company (1868 - 1874)

#### Création d'un service de vapeurs

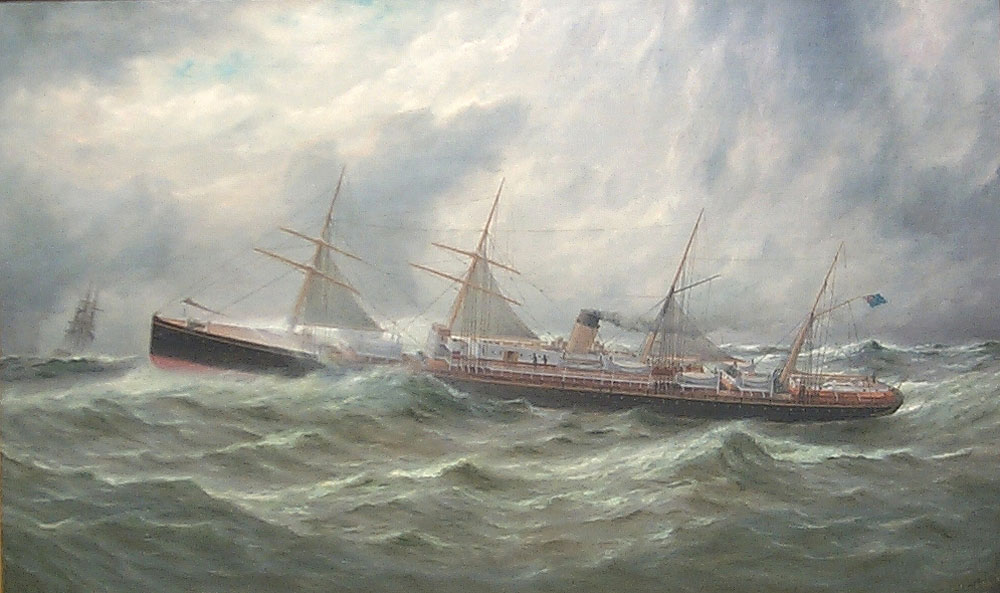
L'Adriatic de 1872 est le premier navire de la White Star Line à remporter le Ruban bleu.

L'achat de la marque White Star Line pour 1 000 livres sterling a lieu le 18 janvier 1868. Thomas Henry Ismay n'est alors pas totalement nouveau dans le monde maritime. Avec sa société T. H. Ismay & Company, il possède un certain nombre de voiliers auxquels il fait dès lors arborer le pavillon rouge à l'étoile blanche. Des navires à l'emblème de la compagnie commencent donc à faire escale à travers le monde. Rapidement, Ismay développe l'ambition de faire naviguer non plus des voiliers, mais des navires à vapeur, et doit pour cela totalement moderniser son entreprise. C'est à cette époque que l'homme d'affaires Gustav Schwabe lui propose de contribuer financièrement à son initiative. Il demande en retour que les navires de la nouvelle compagnie soient construits par les chantiers Harland & Wolff de Belfast, son neveu étant l'un des fondateurs. Très rapidement, un accord est passé pour la construction de quatre, puis six navires.
Afin de gérer ces nouveaux navires, une nouvelle société est créée le 6 septembre 1869, l'Oceanic Steam Navigation Company, avec un capital de 400 000 livres, réparties en parts de 1 000 livres chacune. L'ensemble est géré tant par T.H. Ismay & Company que par un nouveau partenaire d'Ismay, George Hamilton Fletcher. Dès 1870, William Imrie, ami d'Ismay, se joint à l'entreprise, et l'OSNC se retrouve sous la tutelle d'une nouvelle firme, Ismay, Imrie and Company. Malgré cette complexe organisation, la compagnie maritime reste durant toute son existence connue du public sous le nom de White Star Line, qui reste celui utilisé par la publicité. Un débat règne pour savoir sur quelle ligne comptait s'imposer Ismay au lancement de la compagnie. En 1870, en effet, quatre compagnies sont solidement implantées sur la ligne entre Liverpool et New York : la Cunard Line, la Guion Line, l'Inman Line et la plus modeste National Line dans laquelle Ismay a un temps eu des parts. Les caractéristiques des navires commandés à Harland & Wolff tendent cependant à prouver qu'Ismay visait dès l'origine l'Atlantique Nord, bien que le pari soit alors risqué.
Le 27 août 1870 est lancé le premier navire de la compagnie, l'Oceanic, et les premières publicités suivent bientôt. La traversée inaugurale du nouveau paquebot est prévue pour mars 1871, et cinq autres sont d'ores et déjà annoncés pour les années suivantes, l'Atlantic, le Baltic et le Republic dans un premier temps, puis l'Adriatic et le Celtic, légèrement plus gros, ensuite. L'arrivée de l'Oceanic sur le marché fait grand bruit : le paquebot affiche de grandes dimensions, un profil effilé novateur et des installations très luxueuses pour l'époque, avec notamment l'arrivée de baignoires, mais aussi de chaises individuelles remplaçant les bancs dans la salle à manger de première classe. Lors de la première arrivée à New York du navire, 50 000 personnes se pressent pour le visiter. Malgré cela, les débuts sont laborieux, et le navire, ainsi que ses jumeaux progressivement entrés en service, peinent à attirer des passagers et sont sérieusement distancés par leurs concurrents plus anciens. Il faut attendre 1872 et la conquête du Ruban bleu par l'Adriatic pour que la White Star Line parvienne au niveau de ses concurrents et se sécurise une place sur l'Atlantique Nord.

#### Hésitations et catastrophe

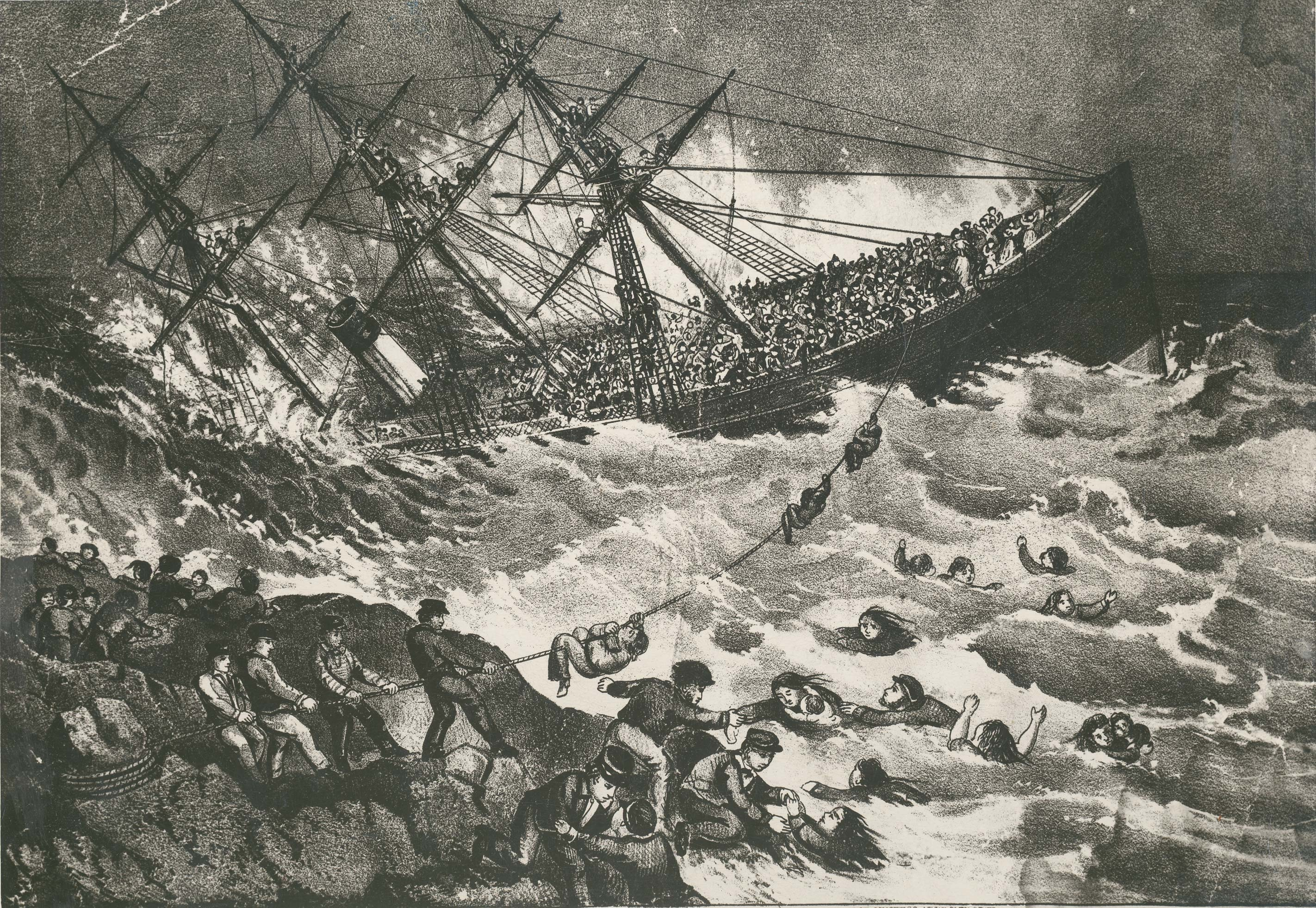
En 1873, la White Star est touchée par le naufrage de l'Atlantic, plus meurtrière catastrophe maritime de l'époque.

La compagnie naissante ne se centre pas que sur l'Atlantique Nord. En 1871, elle rachète deux navires en construction, qui deviennent l'Asiatic et le Tropic, confirmant une nouvelle tradition voulant que la compagnie donne des noms en « -ic » à ses vapeurs. Ils sont dans un premier temps envoyés sur la ligne de l'Inde via le canal de Suez, mais cette entreprise se révèle peu rentable. Une fois les six navires de classe Oceanic en service, et cinq suffisant à un service hebdomadaire, Ismay décide de déplacer le Republic, accompagné de l'Asiatic, du Tropic et de deux paquebots-mixtes récemment achetés, le Gaelic et le Belgic, sur la ligne de l'Amérique du Sud, afin d'y concurrencer la Pacific Steam Navigation Company. Bien que le succès du Republic lors de son unique traversée sur cette ligne soit honorable, il en est ensuite retiré, et ses compagnons de route subissent progressivement le même sort. La ligne reste cependant assurée par les voiliers de la compagnie, dont la gestion revient à William Imrie, et est rapidement dédiée à une compagnie séparée, la North Western Shipping Company, au sujet de laquelle très peu de détails existent.
Cette époque est également marquée par la première tragédie connue par la nouvelle incarnation de la White Star Line. Dans la soirée du 31 mars 1873, alors que l'Atlantic se dirige vers New York, l'équipage craint une pénurie de charbon, et le capitaine décide de se détourner vers Halifax, sur une route qu'il n'a jamais empruntée. Dans la nuit du 1er avril, par mer agitée, le paquebot heurte des rochers et commence à sombrer. Plusieurs marins parviennent à tendre des cordes jusqu'à des rochers environnants, et à secourir une partie des passagers, mais le bilan du naufrage reste lourd : sur les 952 personnes présentes à bord, 585 périssent. Aucune femme n'est au nombre des rescapés. Il s'agit alors du naufrage le plus meurtrier de tous les temps.
Le coup est très dur pour la White Star Line, qui se retrouve de plus accusée de ne pas avoir fourni assez de charbon au navire, tandis que le capitaine est sanctionné pour avoir agi de façon irresponsable. En janvier 1874, cependant, la compagnie parvient à être blanchie. Si l'Atlantic est rapidement effacé des publicités de la White Star Line, il n'est pas pour autant oublié. Avec une contribution personnelle d'Ismay, l'entreprise finance ainsi l'entretien des tombes des victimes et, en 1915, elle contribue à la construction d'un monument dédié aux victimes. Afin de préserver la bonne santé financière de la compagnie, l'Asiatic et le Tropic sont aussitôt vendus. La place du navire disparu est pour sa part occupée par le Republic.

### Records et diversification (1874 - 1899)

#### Consolidation de la ligne de l'Atlantique Nord

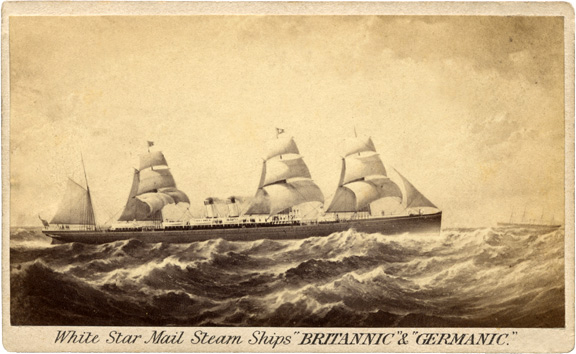
Le Britannic et le Germanic, de 1874, accordent encore la part belle à la voile.

En dépit du naufrage de l'Atlantic, la White Star Line poursuit son expansion sur l'Atlantique Nord. Le Gaelic et le Belgic y rejoignent les cinq paquebots de classe Oceanic encore à flot, et le succès de la compagnie va croissant. Cependant, les compagnies rivales ne restent pas inactives : la Cunard met ainsi en service le Botnia et le Scythia, tandis que l'Inman Line met en service le City of Brussels et que la Guion Line met en service le Montana et le Dakota. Tous sont plus grands que les paquebots de la White Star, qui doit répliquer, et procède à une augmentation de capital dans ce but.
Les deux paquebots qui résultent de ce projet sont rapidement mis en construction : il s'agit de l'Hellenic (renommé Britannic en cours de construction) et du Germanic, versions nettement agrandies des navires de classe Oceanic, également conçues pour remporter des records de vitesse. Entrés en service en 1874 et 1875, les deux paquebots remportent tour à tour le Ruban bleu dans les années qui suivent, le Germanic le conservant cinq ans, à partir de 1877. Cette même année, la White Star partage pour la première fois les contrats postaux avec la Cunard Line sur l'Atlantique, permettant à ses navires de porter le titre de Royal Mail Steamer.
Les deux navires se révèlent être des valeurs sures, qui restent en service jusqu'à la fin du siècle sans que leur performances ne s'en ressentent. Grâce à eux, la compagnie ne construit plus de grand transatlantique jusqu'à l'arrivée du Teutonic en 1889, quatorze ans plus tard. Le Germanic se révèle si performant qu'il poursuit au XXe siècle sa carrière sous pavillon turc, jusqu'en 1950.

#### Diversification des activités: sur le Pacifique et l'Océan Indien

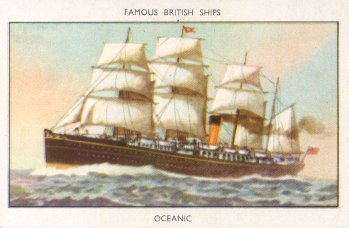
L'Oceanic sert durant vingt ans sur le Pacifique, affrété par l'Occidental and Oriental Steamship Company.

L'arrivée des deux nouveaux paquebots, en 1874 puis 1875, crée un surplus de navires sur l'Atlantique Nord pour la White Star Line. À la même époque, George Bradbury, président de l'Occidental and Oriental Steamship Company, une compagnie formée en 1874 pour menacer la Pacific Mail Steamship Company, sollicite l'aide de Thomas Henry Ismay pour la mise en place de son nouveau service. La White Star répond en prêtant l'Oceanic, devenu inutile, ainsi que les plus modestes Gaelic et Belgic. Cette initiative d'affrètement se révèle profitable, l'Oceanic restant sur la ligne San Francisco - Hong Kong durant vingt ans, jusqu'en 1895. De nouveaux navires sont progressivement affectés à ce contrat dans les années 1880, comme l'Arabic en 1881, ou encore deux cargos à nouveau baptisés Belgic et Gaelic en 1885. Le partenariat se poursuit jusqu'en 1906, lorsque la White Star retire le Coptic (arrivé quelques années plus tôt) de la ligne du Pacifique. L'Occidental and Oriental Steamship Company disparaît pour sa part deux ans plus tard face à la concurrence des nouveaux navires de la Pacific Mail.
En 1882 apparaît la compagnie Shaw, Savill & Albion Line, décidée à ouvrir une ligne vers la Nouvelle-Zélande, mais ne bénéficiant pas d'assez d'expérience. La White Star propose donc d'assurer un service conjoint. Celui-ci ouvre en 1884 avec le Coptic, le Doric et l'Ionic fournis par la White Star, tandis que la Shaw, Savill & Albion fournit l'Arawa et le Tainui. Les navires de la compagnie effectuent alors leurs rotations en passant par l'Australie à l'aller, et par le canal de Panama au retour. À partir de 1902, ce service conjoint, qui se poursuit, voit ses navires renouvelés, avec l'arrivée de l'Athenic, du Corinthic et du deuxième Ionic, qui sont exploités jusque dans les années 1930. Le lien entre les deux compagnies persiste très longuement : ainsi, même après la disparition de la White Star Line, la Shaw, Savill & Albion continue à utiliser sa nomenclature et donner des noms en « -ic » à ses navires.
La diversification des activités de la compagnie passe également par une évolution de son matériel. Tandis que les voiliers de la North Western Shipping Co. disparaissent progressivement, la compagnie se dote de cargos d'un nouveau type, destinés au transport de bétail vivant. C'est ainsi qu'est mis en service en 1888 le Cufic, suivi un an plus tard par le Runic. D'autres suivent dans les années 1890, notamment les sister-ships Bovic et Naronic. Ce dernier devient célèbre lorsque, moins d'un an après sa première traversée, il disparaît mystérieusement, de même que toutes les personnes présentes à bord. Deux autres transporteurs de bétail, le Cevic et le Georgic, sont construits en 1894 et 1895 avant que la compagnie n'abandonne ce type de commerce.

#### Fin duXIXesiècle: la construction de navires de prestige

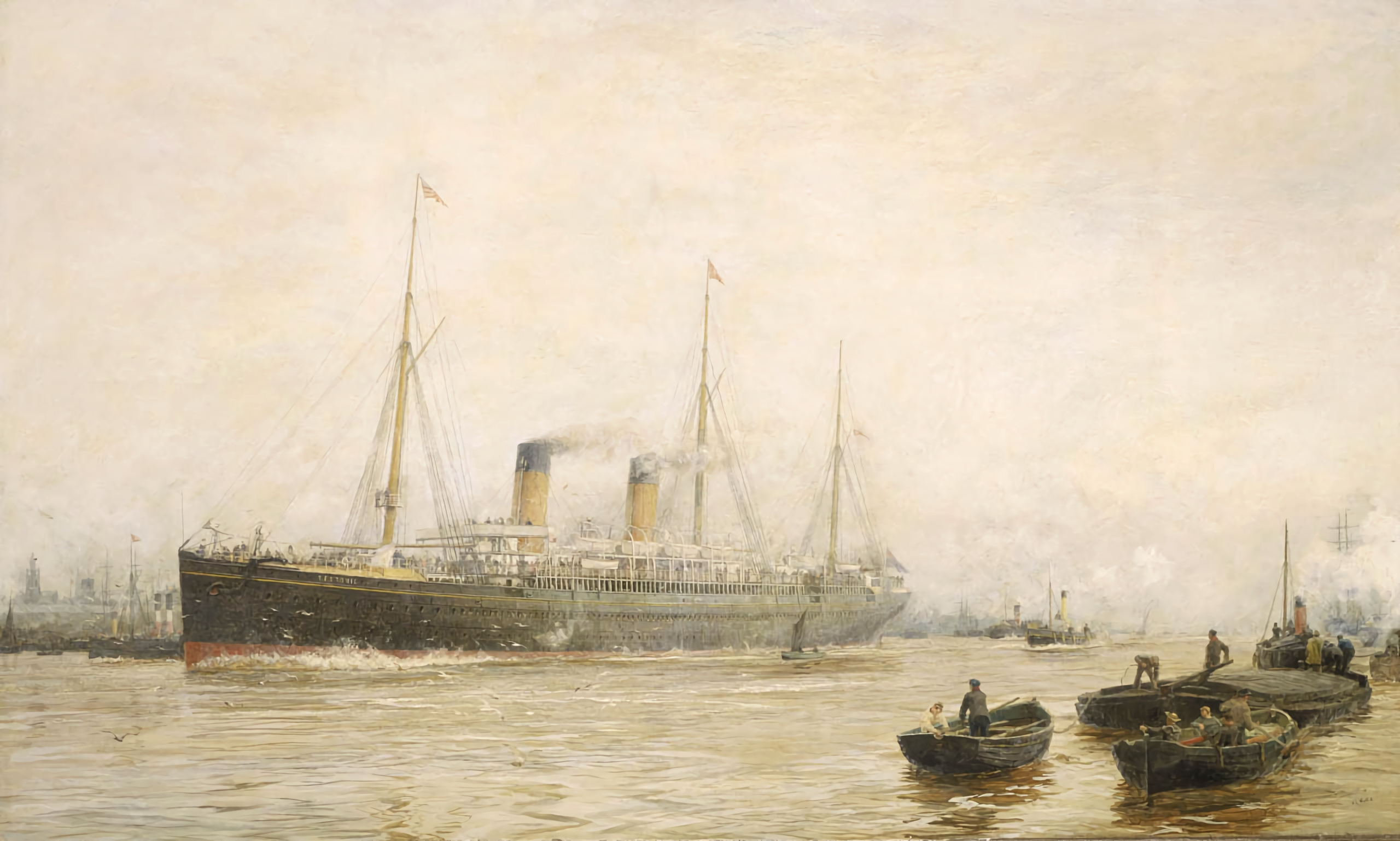
Le Teutonic est subventionné par l'Amirauté, afin de pouvoir servir de croiseur auxiliaire en cas de conflit.

En 1885, le service transatlantique de la White Star Line a prouvé son efficacité. Les actionnaires de la compagnie se réunissent à bord de l'Adriatic, amarré pour l'occasion sur la Mersey, pour un dîner en l'honneur des directeurs de la compagnie. Ismay reçoit pour l'occasion de la part des actionnaires un très coûteux service d'argenterie. C'est à la même époque qu'Ismay propose à l'Amirauté de verser une subvention aux compagnies construisant des navires répondant à certaines spécifications et pouvant être réquisitionnés facilement pour un service militaire. Ce projet est rapidement approuvé. C'est dans cette optique qu'est alors lancée le projet de construction du Teutonic, dont la quille est posée en 1887, les plans ayant reçu l'accord de l'Amirauté.
Ce nouveau navire arrive à point nommé pour remplacer les paquebots vieillissants de classe Oceanic, en particulier le Baltic et le Republic qui peuvent ainsi être vendus à la fin des années 1880. La concurrence est en effet de plus en plus rude, en particulier celle des nouveaux navires de l'Inman Line, le City of New York et le City of Paris. Avec le Teutonic, c'est ainsi un nouveau niveau de luxe qui est proposé aux passagers (qui disposent notamment désormais de cabines individuelles pour tous). Plus encore, le navire est l'occasion d'expérimenter de nouvelles innovations techniques : pour la première fois, un navire de la White Star est propulsé par deux hélices au lieu d'une, et ne porte plus de voiles. Le navire arrive en service assez tôt pour pouvoir participer en août 1889 à la revue navale célébrant le Jubilé de la Reine Victoria et impressionne fortement Guillaume II d'Allemagne, lui donnant envie de doter son propre pays de paquebots pouvant faire office de croiseurs auxiliaires. Dès 1890, un jumeau rejoint le Teutonic, le Majestic, également subventionné par l'Amirauté (et ce bien que, durant ses 24 ans de carrière, il ne serve jamais comme croiseur auxiliaire). Les deux navires rencontrent immédiatement un grand succès sur l'Atlantique Nord. Ils s'illustrent tous deux en remportant tour à tour le Ruban bleu : ce sont les derniers navires de la compagnie à remporter un tel record de vitesse.
C'est à la même époque qu'apparaît la deuxième classe à bord de ces navires. En effet, auparavant, les navires ne comprenaient que deux classes : la classe « cabine » (équivalent de la première classe) et l'« entrepont » (équivalent de la troisième classe). Une classe intermédiaire est devenue nécessaire à la fin du XIXe siècle pour abriter des touristes, ingénieurs, universitaires, etc. Afin de rester adaptés au marché, le Britannic et le Germanic connaissent également une refonte au cours des années 1890.
Les choses évoluent également au sein de la direction de la compagnie. Le premier janvier 1891, les deux fils de Thomas Henry Ismay, Bruce et son cadet James, favori de son père, rejoignent Ismay, Imrie and Co.. Ceci permet à leur père de se retirer de la société. Il reste toutefois président de la White Star et continue à influer sur le destin de la compagnie. Cette fin de siècle permet à la compagnie de revenir sur le terrain qui l'avait vue naître des années plus tôt, la route de l'Australie. C'est en effet à partir de 1899 qu'apparaissent les navires de la Classe Jubilee, des paquebots-mixtes conçu pour desservir à la fois l'Australie et l'Afrique du Sud. La même année, enfin, la compagnie met en service un premier navire destiné à renouveler sa flotte vieillissante : l'Oceanic, qui est le dernier navire mis en service avant la mort de Thomas Ismay, en novembre 1899. Ce paquebot, particulièrement luxueux, est le premier à dépasser en longueur le Great Eastern ; il marque également un changement dans la politique de la compagnie, dans la mesure où il ne cherche pas à s'imposer sur le terrain de la vitesse.

### Joseph Bruce Ismay et l'International Mercantile Marine Company (1899 - 1914)

#### Guerre des Boers et Big Four

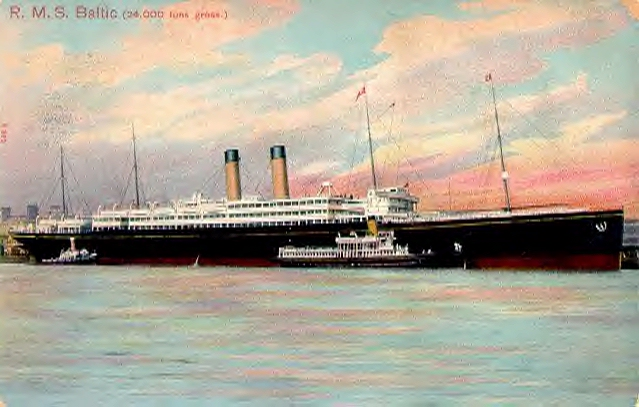
Le Baltic de 1904 est le troisième des Big Four qui témoignent de l'abandon de la course à la vitesse par la White Star Line au tournant du XXe siècle.

Avec la mort de Thomas Ismay, son fils aîné, Bruce, prend sa succession. Il est rejoint à la tête d'Ismay, Imrie & Co. par son ami Harold Sanderson en plus des membres déjà présents, notamment William Imrie, alors particulièrement âgé, et son propre frère, James Ismay. La compagnie est très rapidement impliquée dans la guerre des Boers, plusieurs de ses navires étant réquisitionnés, à commencer par le cargo Nomadic en octobre 1899. Plusieurs navires suivent rapidement, notamment le Britannic, devenu inutile sur la ligne de l'Atlantique Nord. Ce sont en tout dix navires qui aident à l'effort de guerre, dont six dans le cadre de leur service habituel. 17 000 hommes et 4 000 animaux sont ainsi envoyés sur les lieux du conflit grâce à la White Star Line en un peu plus de deux ans.
C'est en 1901 qu'est concrétisé le dernier projet de Thomas Ismay, la mise en service d'un navire particulièrement imposant (il est le premier à dépasser en tonnage le Great Eastern, mais assez lent (16 nœuds), le Celtic. Avec un tel navire, capable de transporter près de 3 000 passagers, dont 2 350 émigrants, la White Star se retire définitivement de la course au Ruban bleu pour se concentrer sur le confort et la sécurité. Cette initiative lui permet par ailleurs de faire de très nettes économies de carburant. Son succès rapide donne raison à la dernière initiative d'Ismay, et à ce changement de ligne directrice. Trois autres navires sur le même modèle suivent, en 1903, 1904 et 1907, le Cedric, le Baltic et l'Adriatic, tous plus imposants que le précédent. Le dernier de ces navires rapidement surnommés Big Four innove dans le luxe en étant notamment le premier paquebot à proposer des bains turcs.
La même période voit l'arrivée des derniers navires de classe Jubilee, qui connaissent un succès immédiat sur la ligne de l'Australie. Ce service n'est troublé que par un accident du Suevic en 1907, qui oblige à couper le navire en deux et abandonner sa proue déchirée sur des rochers pour lui en construire une nouvelle. Quoi que spectaculaire, l'opération aboutit sans problèmes majeurs et permet au navire de reprendre sa carrière pour de nombreuses années. Les activités conjointes de la White Star et de la Shaw, Savill & Albion Line se densifient également avec la mise en service de tous nouveaux paquebots-mixtes aux cales réfrigérées sur la ligne de la Nouvelle-Zélande. Mis en service en 1902 et 1903, ces trois navires forment la classe Athenic et restent en service jusque dans les années 1920.

#### Intégration au trust de J.P. Morgan

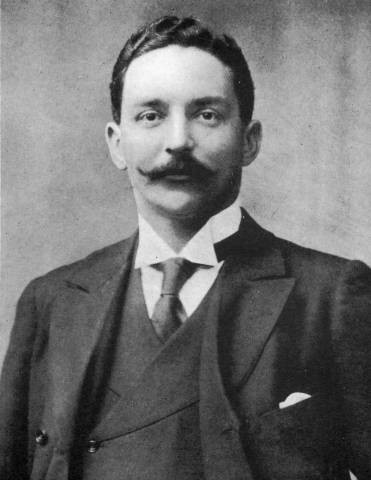
C'est sous la présidence de Joseph Bruce Ismay que la White Star Line est englobée par l'International Mercantile Marine Co., dont Ismay devient le président en 1904.

En 1902, l'Oceanic Steam Navigation Company est rachetée par l'International Mercantile Marine Co. du banquier américain John Pierpont Morgan. Le financier espère en effet obtenir le monopole de la ligne de l'Atlantique Nord en rachetant plusieurs compagnies maritimes, et en passant des accords avec d'autres comme les allemandes HAPAG et le Norddeutscher Lloyd. L'acquisition de la White Star Line est sa prise principale. Afin de conclure l'affaire, Morgan propose aux actionnaires de la compagnie de leur payer dix fois la valeur des bénéfices engendrés par l'entreprise en 1900, une très bonne année. La famille Ismay se montre dans un premier temps réticente à accepter, sachant que Thomas Ismay se serait radicalement opposé à l'idée s'il était encore en vie. Cependant, Joseph Bruce Ismay se range finalement à l'avis des actionnaires. Son frère ainsi que deux autres des cinq directeurs d'Ismay, Imrie & Company profitent de quitter l'entreprise à cette occasion, Ismay et Harold Sanderson continuant à en assurer la direction, rapidement rejoints par William James Pirrie, également à la tête des chantiers Harland & Wolff. Pirrie et Ismay sont également au nombre des treize directeurs de l'IMM.
Les navires de la White Star restent cependant britanniques, que ce soit par leur drapeau, leur port d'attache ou leurs équipages. La loi américaine interdit en effet aux compagnies de ce pays d'utiliser des navires construits hors des États-Unis. Cette contrainte est loin de déranger Morgan, l'exploitation de navires britanniques étant moins coûteuse. L'année de son rachat, la White Star, dont les navires les plus récents captent une part considérable des flux migratoires transatlantiques, transporte 29 833 passagers, ce qui fait d'elle la compagnie la plus utilisée au sein du trust. Elle dépasse la Cunard de 3 000 passagers, mais ne parvient cependant pas au niveau de ses concurrentes allemandes. En réponse à ce danger, le gouvernement britannique finance les nouveaux navires de la Cunard (le Mauretania et le Lusitania) afin d'éviter qu'elle ne rejoigne également le trust.
Malgré les bons résultats de sa compagnie principale, celui-ci connaît cependant de grandes difficultés et peine notamment à rembourser ses dettes auprès des chantiers. De grands efforts sont nécessaires pour mettre l'IMM sur pieds, efforts que son président vieillissant, Clement Griscom, ne pense pas pouvoir faire. Ismay reçoit donc en 1904 la proposition de le remplacer, ce qu'il accepte à regret et à condition d'avoir le plein soutien de Morgan. Il aurait en effet préféré continuer à se concentrer sur les intérêts de la compagnie familiale.
Pour la White Star Line, l'intégration à l'IMM entraîne également une réorganisation de la flotte. Ainsi, des navires comme le Germanic sont vendues à d'autres compagnies au sein du trust. À l'inverse, la White Star reçoit plusieurs cargos de la Leyland Line afin de renforcer ses services de transport de marchandises. La compagnie récupère également les lignes de la Dominion Line à destination de Boston et de la Méditerranée, et les navires qui vont avec, renommés Republic, Cretic, Canopic et Romanic. C'est l'un de ces navires, le Republic, qui entre en collision avec le paquebot Florida en 1909. Son naufrage, qui ne fait que cinq victimes grâce à l'intervention du Baltic, prouve l'utilité de la télégraphie sans fil que la compagnie installe progressivement sur ses navires.

#### La classe Olympic

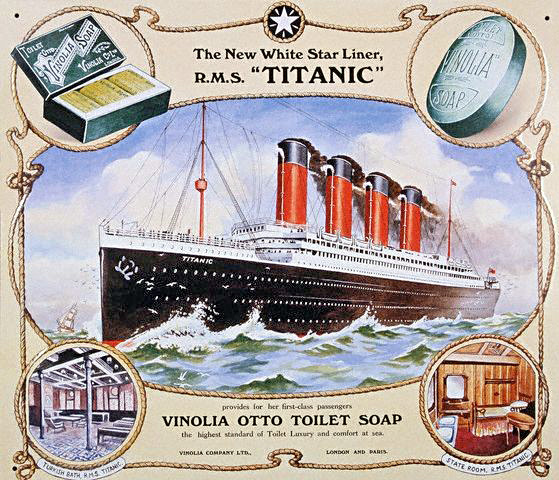
En 1912, le Titanic est utilisé dans une publicité pour une marque de savon utilisée à bord.

En 1907, la White Star décide de déplacer la tête de son service express de Liverpool à Southampton. Ceci a l'avantage de permettre une escale continentale à Cherbourg en cours de route, et donc d'embarquer plus de passagers. Ce service est au départ assuré par le Teutonic, le Majestic, l'Oceanic et l'Adriatic, ce dernier étant plus lent mais pouvant transporter bien plus de passagers. Un transbordeur, le Gallic, est également acheté pour aider à l'embarquement des passagers et bagages lors de l'escale française. Cette solution n'est cependant que provisoire et la compagnie prévoit d'ores et déjà l'arrivée de trois navires bien plus imposants et rapides afin d'instaurer un service régulier et efficace. L'intégration de la compagnie à l'IMM Co. facilite l'augmentation de capital nécessaire à ce projet particulièrement coûteux. L'opération n'est cependant pas un problème, dans la mesure où les profits de la compagnie vont croissant : ils dépassent pour la première fois le million de livres en 1910.
Tandis que les chantiers Harland & Wolff étudient la construction des nouveaux navires de classe Olympic et mettent en chantier les deux premiers (l'Olympic et le Titanic), la compagnie continue à diversifier ses activités. Son implantation à Southampton entraîne une guerre des prix entre compagnies, qui fait énormément baisser ses tarifs de troisième classe. C'est à ce moment que la Conférence de l'Atlantique Nord est créée pour réguler les tarifs et les traversées en fonction de la demande. Cette institution devient progressivement très puissante. En 1909, la White Star récupère une partie des activités de la Dominion Line, autre compagnie de l'IMM desservant le Canada. Deux des navires de cette compagnie, alors en construction, lui sont transférés et deviennent le Laurentic et le Megantic, faisant entrer la compagnie sur la ligne canadienne. Ces deux navires servent également de terrain d'expérimentation pour la propulsion des futurs paquebots de classe Olympic.
Lorsqu'il est mis en service en 1911, l'Olympic apporte entière satisfaction à la compagnie et rencontre immédiatement le succès. La White Star Line confirme alors la commande d'un troisième navire pour compléter la série, le Britannic (le premier nom évoqué par la presse étant cependant celui de Gigantic). Les trois navires constituent un coût total de 4,5 millions de livres d'époque. Le succès initial est bien vite troublé, en septembre 1911, lorsque l'Olympic est fortement endommagé à la suite d'une collision avec le croiseur Hawke, qui entraîne son retour aux chantiers et le report de l'entrée en service du Titanic.
Celui-ci prend finalement la mer en avril 1912, mais la traversée se termine prématurément par son naufrage à la suite d'une collision avec un iceberg, causant la mort de 1 500 personnes dont nombre de célébrités. L'impact dans l'opinion est considérable, notamment en ce qui concerne Joseph Bruce Ismay, rescapé du naufrage, qui est particulièrement condamné par la presse de l'époque, bien que rien ne soit retenu contre lui par les commissions d'enquête examinant l'affaire. Il quitte la présidence de l'IMM, ce qu'il désirait de toute façon faire en 1913 pour mieux se consacrer à la White Star Line. Ce projet n'aboutit pas, puisque Ismay est également invité à quitter la présidence de la compagnie familiale. Il est dans un premier temps remplacé à la tête de l'IMM par son ami Harold Sanderson, qui est à son tour rapidement écarté au profit de l'américain Philip Franklin (Sanderson restant cependant président de la White Star).
D'un point de vue commercial, le naufrage du Titanic entraîne une certaine perte de confiance de la clientèle dans les grands paquebots, qui doivent être équipés de dispositifs de sauvetage supplémentaires. L'Olympic est ainsi victime d'une grève de ses soutiers et chauffeurs peu après le naufrage, ceux-ci réclamant plus de canots. Le navire est rapidement retiré du service, et refondu pour mettre l'accent sur la sécurité. Il ne revient en service qu'en 1913. Le paquebot retrouve cependant rapidement la confiance des passagers. L'impact du naufrage du Titanic sur le trafic ne doit en effet pas être surestimé, car les paquebots restent alors le seul moyen de transport sur l'Atlantique. 1913 est ainsi une année record en ce qui concerne le nombre de passagers : sur 2,6 millions de personnes traversant l'Atlantique cette année, 191 838 empruntent un navire de la White Star, et 199 746 préfèrent la Cunard. Quant au Britannic, sa construction est légèrement reportée afin de permettre de tirer les leçons techniques du naufrage de son jumeau, et sa mise en service est repoussée à 1913 puis 1914.

### Guerre et réparations (1914 - 1926)

#### Première Guerre mondiale
Lorsque la Première Guerre mondiale éclate, la flotte de la White Star devient un enjeu considérable. Elle contrôle en effet à l'époque 35 navires, entre ceux qu'elle possède et ceux dont elle reçoit la gestion, et tous servent d'une manière ou d'une autre l'effort de guerre, soit en étant directement commissionnés par la Royal Navy, soit dans le cadre du Liner Requisition Act.. Dans ces conditions, les pertes sont nombreuses. Dès le départ, la ligne de Southampton est stoppée afin d'éviter des pertes, et ne restent sur la ligne de Liverpool à New York que le Baltic et l'Adriatic, rapidement rejoints par des navires prêtés par la Red Star Line : le Lapland, le Zeeland et le Vaderland.
Ces mêmes semaines, l'Oceanic, le Teutonic, le Celtic et le Cedric sont rapidement convertis en croiseurs auxiliaires, et rejoignent le 10e escadron de croiseurs de la Navy. Le Majestic échappe pour sa part aux combats, sa démolition ayant été amorcée quelques semaines avant le début du conflit. La première perte de la compagnie ne se fait pas attendre puisque l'Oceanic s'échoue dès le 8 septembre 1914, et est considéré comme une perte totale.
Le 19 août 1915, la White Star est à nouveau victime du conflit : c'est cette fois l'Arabic qui est torpillé par un sous-marin allemand, alors qu'il effectuait une traversée commerciale. Le fait que 25 passagers américains se soient trouvés à bord contribue, à l'instar du naufrage du Lusitania, à pousser l'opinion américaine vers l'entrée en guerre. Le Cymric connaît un sort similaire le 9 mai 1916 alors qu'il ne transportait que des marchandises.
Alors que le conflit progresse, les navires de la compagnie sont également réquisitionnés afin de transporter des troupes à travers la Méditerranée puis l'Atlantique. C'est notamment le cas de l'Olympic, capable de transporter plusieurs milliers d'hommes par traversée et qui effectue ce service jusqu'en 1919, parvenant même à éperonner un sous-marin ce qui fait de lui le seul navire non militaire à avoir coulé un bâtiment ennemi. Le Britannic est pour sa part converti en navire-hôpital et sombre avant d'avoir pu effectuer une traversée commerciale, le 21 novembre 1916, probablement après avoir heurté une mine. Parmi les autres pertes se trouvent le Laurentic, qui emporte avec lui une cargaison de lingots d'or, mais aussi le cargo Georgic, sabordé alors qu'il transportait des chevaux et marchandises à destination de la France, ainsi que l'Afric, le Persic, le Vaderland (devenu Southland), ainsi que le Delphic. Une autre grande perte est le Justicia, imposant paquebot à l'origine destiné à la Holland America Line et affrété comme transport de troupes par la White Star, torpillé en 1918.
La compagnie mobilise ainsi de nombreux navires durant le conflit. Certains, encore en construction lorsque la guerre a éclaté, sont envoyés au combat inachevés et ne sont terminés qu'après guerre. C'est le cas du Belgic et du Vedic. Au total, durant le conflit, la compagnie perd dix navires. Sa flotte a transporté près de 550 000 soldats, et quatre millions de tonnes de marchandises, et près de 325 de ses officiers, mécaniciens, commissaires et médecins de bord sont décorés au cours des hostilités. Avec l'armistice, puis la paix, les navires doivent encore être remis en état pour reprendre leur service habituel.

#### Réparations de guerre et retour à un service civil

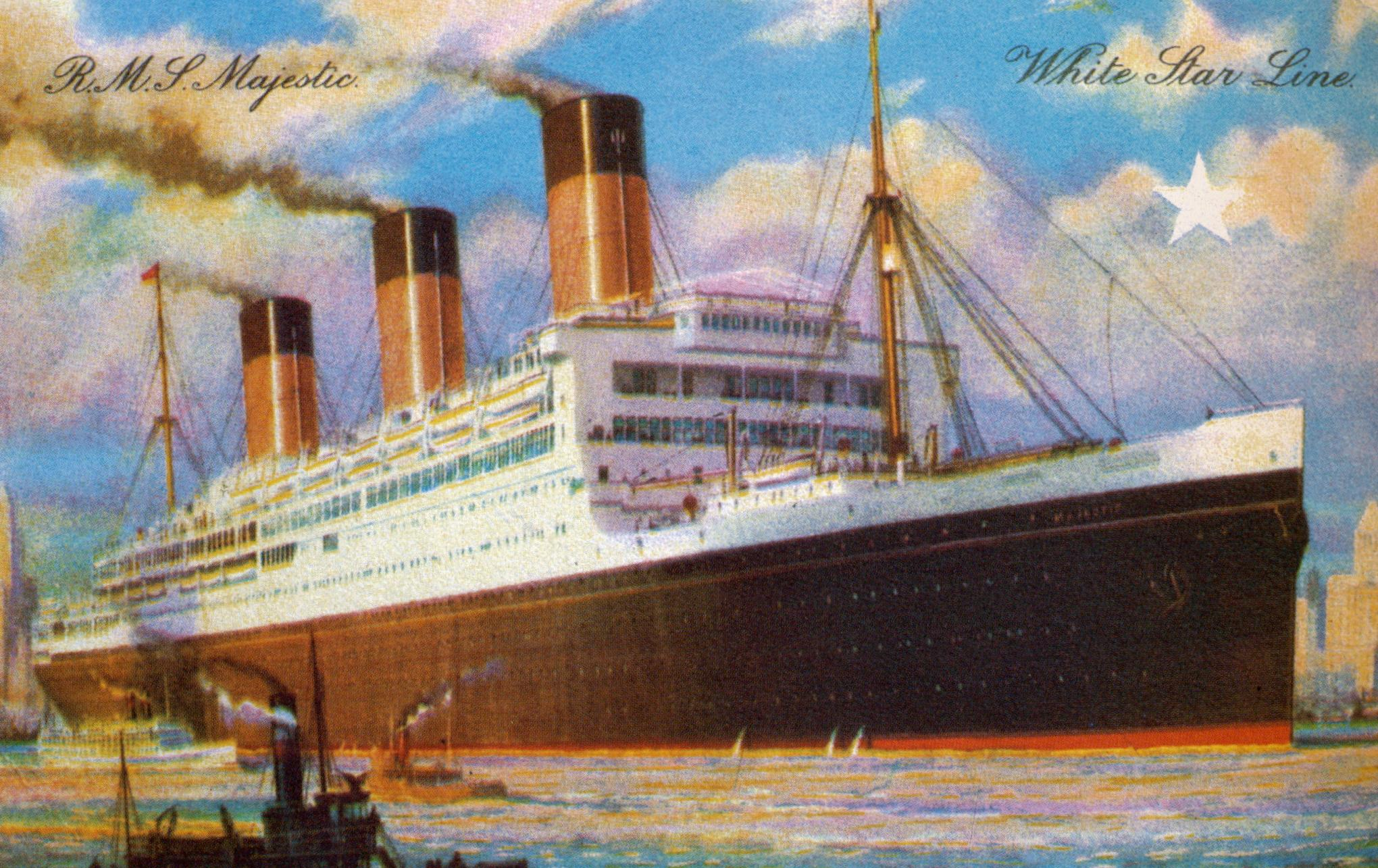
Pour remplacer le Britannic, la White Star récupère le paquebot allemand Bismarck et en fait le Majestic, alors plus gros paquebot du monde.

Après la guerre, la White Star Line se retrouve dans une situation difficile. De ses trois géants de classe Olympic, seul le premier a effectué des traversées commerciales, et il reste utilisé pour rapatrier les soldats à la fin du conflit. Une refonte s'annonce de plus nécessaire avant qu'il ne puisse reprendre son service. Les pertes sur les autres lignes sont également loin d'être négligeables. Dans l'immédiat, une nécessité s'impose : relancer quelques activités commerciales. Très rapidement après la fin des hostilités, dès novembre 1918, les Big Four reprennent le service de Liverpool, avec l'aide du Lapland de la Red Star Line, du Belgic, destiné à terme à cette compagnie, et du Mobile (navire récupéré en dommage de guerre par le gouvernement et seulement affrété par la compagnie pour quelques traversées). En juillet 1919, le Cretic et le Canopic reprennent leur service méditerranéen. En septembre, le Lapland et l'Adriatic rouvrent la ligne de Southampton. Dès 1920, l'Olympic est de retour pour remplacer le Lapland après avoir subi une refonte, et notamment une conversion de sa propulsion au mazout, plus économique que le charbon.
Après ce retour en service des navires rescapés du conflit, la compagnie doit encore compenser ses pertes, ce qu'elle décide de faire en rachetant un maximum de navires d'occasion, et parfois en s'en faisant prêter par d'autres compagnies de l'IMM. La compagnie achète ainsi deux cargos construits dans le cadre des hostilités, le War Argus et le War Priam, qui deviennent le Gallic et le Bardic. Elle récupère également pendant quelque temps en 1921 le Haverford de l'American Line, et garde également pour quelques traversées le Poland de la Red Star en 1922.
Enfin, la compagnie rachète au gouvernement britannique plusieurs navires allemands récupérés en dommage de guerre. Le Berlin devient ainsi l'Arabic, le Columbus devient l'Homeric, et le Bismarck devient le Majestic. Les deux derniers rejoignent l'Olympic sur la ligne de Southampton, le Majestic étant par ailleurs le plus grand paquebot jamais construit à l'époque, et le restant jusqu'en 1935. Ainsi équipée, la compagnie tente de profiter des flux d'après-guerre, notamment en conduisant des émigrants entre l'Allemagne et le Canada à bord du Vedic et du Poland, par la suite remplacés par le Canopic et le Pittsburgh (autre navire temporairement transféré de l'American Line), puis par l'Arabic.

#### Changements de clientèle et sortie de l'IMM

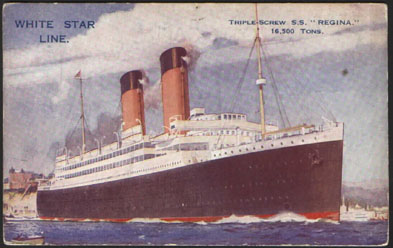
Exploité par la Dominion Line puis la White Star Line, le Regina illustre bien la circulation des paquebots au sein de l'International Mercantile Marine Co. au début des années 1920.

Dès l'après-guerre, alors que la situation de l'International Mercantile Marine Co. est précaire, son président, Philip Franklin, voit dans une exclusion des compagnies britanniques une planche de salut. En effet, la présence de ces compagnies britanniques et de leurs navires prive le trust de subventions américaines. À cette époque, Lord Pirrie et Owen Philipps (connu à partir de 1923 sous le titre de Lord Kylsant) proposent 27 000 000 livres pour récupérer tous les biens britanniques issus du trust. Le Président des États-Unis, Woodrow Wilson, pose cependant son veto à la dernière minute. L'IMM se retrouve dans une position d'autant plus délicate que, d'autre part, l'Oceanic Steam Navigation Company qui en fait partie signe un accord avec le Board of Trade britannique stipulant qu'elle ne doit pas être considérée comme une propriété étrangère. En vertu de cet accord, tous les directeurs de la compagnie doivent être approuvés par le Board of Trade, créant une situation particulièrement complexe.
C'est dans ces conditions que la White Star Line poursuit sa reprise d'activités. En 1923 entre en service le Doric, l'un des deux seuls navires livrés à la compagnie par chantiers Harland & Wolff durant la décennie. Le paquebot est affecté, officiellement en service conjoint entre la White Star et la Dominion Line, au service du Canada. Il est accompagné sur cette ligne par le Regina, navire type de l'IMM : propriété de la Leyland Line à l'origine, il est exploité par la Dominion Line avant de passer à la White Star lorsque celle-ci absorbe sa compagnie en 1925. Le navire finit sa carrière sous les couleurs de la Red Star Line. En 1923, également, la White Star et sa rivale la Cunard Line passent un accord pour alterner leurs départs durant l'hiver, afin d'utiliser moins de navires durant cette saison moins rentable, et propice aux refontes.
Ce milieu des années 1920 voit les États-Unis réduire de manière drastique les quotas d'immigrants acceptés dans leurs ports par des lois de 1924. Ceci signifie que les troisièmes classes des paquebots de la compagnie se révèlent de plus en plus sous-exploitées. Ainsi, à partir de l'année suivante, la conférence de l'Atlantique Nord reconnaît l'apparition de nouvelles classes, la « Tourist Third Class » (troisième classe touriste) et la « classe cabine ». La première, s'intercalant entre la deuxième et la troisième classe, offre aux passagers peu fortunés un confort supérieur à celui jusque-là offert aux immigrants, pour des prix légèrement plus élevés. La classe cabine, pour sa part, est destinée aux navires plus lents : elle offre un confort similaire à la première classe mais, la vitesse étant inférieure, les prix sont moins élevés. À terme, la classe touriste remplace la deuxième classe et permet à des gens moins favorisés de voyager dans de bonnes conditions. Dans un article de l'époque, le New York Times explique ainsi que c'est la fin d'un « système de castes » sur les paquebots.
Si les services transatlantiques de la White Star Line résistent donc bien aux années 1920 (la compagnie est ainsi celle qui transporte le plus de passagers en moyenne par traversée en 1929), ce n'est pas le cas de tous les services. Ainsi, la ligne australienne connaît de plus en plus de difficultés. Les rapports avec l'IMM sont de plus en plus difficiles et, en 1925, le trust annonce à nouveau vouloir se séparer de ses filiales non américaines. La vente est tout d'abord proposée pour le prix, dérisoire comparé à son prix d'origine, de sept millions de livres sterling, et un accord semble acquis au printemps avec le groupe britannique Furness Withy, mais l'affaire ne donne finalement pas de suite.

### Lord Kylsant, crise et disparition de la compagnie (1927 - 1960)

#### Retour entre des mains britanniques

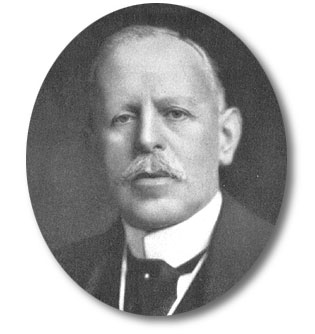
En 1927, la White Star devient la propriété de Lord Kylsant, à la tête de la plus grande flotte marchande au monde.

C'est dans ce contexte qu'intervient Owen Philipps, devenu en 1923 Lord Kylsant. À la tête des chantiers Harland & Wolff depuis la mort de Lord Pirrie en 1924, la White Star l'intéresse particulièrement. Jusque dans les années 1920, en effet, la compagnie commandait ses navires aux chantiers selon le principe du « cost plus » : elle demandait aux chantiers de construire un navire selon certaines spécifications, et leur donnait ensuite carte blanche pour utiliser les meilleurs matériaux et techniques. Les chantiers recevaient ensuite l'équivalent du prix du navire, auquel s'ajoutait un pourcentage. Une telle pratique témoigne des liens étroits entre les deux entreprises, et s'appliquait sans problème sous la gestion de la famille Ismay. En 1925, cependant, la White Star a décidé de mettre fin à ce procédé et commande un paquebot à prix fixe, le Laurentic. Ce revirement ne peut qu'inquiéter Kylsant au sujet de l'avenir des relations entre les deux sociétés. C'est ainsi qu'en novembre 1926, Kylsant annonce avoir racheté l'intégralité des parts de l'Oceanic Steam Navigation Company pour 7 907 661 livres. La vente prend effet le 1er janvier suivant, faisant de Kylsant le propriétaire de la plus grande flotte au monde grâce à sa Royal Mail Steam Packet Company. L'IMM continue pour sa part à gérer les agences américaines de la White Star.
L'empire de Kylsant est malgré tout un colosse aux pieds d'argile : sa flotte vieillissante doit être progressivement remplacée tandis que l'entreprise connaît de grandes difficultés monétaires. Il s'agit notamment de rembourser des prêts du Trésor dont l'échéance approche. Kylsant profite néanmoins de sa nouvelle acquisition pour réorganiser cette flotte : il décide ainsi de donner à la White Star le monopole de la ligne de Southampton au sein de son groupe, et lui réattribue donc deux des navires que la Royal Mail exploitait sur cet itinéraire, l'Ohio et l'Orca, qui deviennent l'Albertic et le Calgaric et desservent désormais le Canada aux côtés du Laurentic. Nouveau président de la compagnie, bien qu'il conserve Sanderson comme assistant, Kylsant tente également de renforcer la compagnie dans ses services à destination de l'Australie. Pour ce faire, il rachète en 1928 les parts de Sir John Ellerman, actionnaire minoritaire de la Shaw, Savill & Albion Line, pour 994 000 livres. Cette action fait suite au rachat, pour près de deux millions de livres, de la Commonwealth Line. Ces achats, effectués par la société White Star Line Ltd créée par Kylsant, poussent l'entreprise à la banqueroute, alors même que le groupe réclame des délais pour rembourser le trésor. L'opération se révèle par ailleurs une erreur : la ligne de l'Australie souffre déjà, à l'époque, d'un surplus de tonnage et les espoirs de Kylsant qui déclare croire « dans le futur de l'Australie » se révèlent vains. C'est également dans ce contexte que Kylsant lance un nouveau programme de construction dans les chantiers Harland & Wolff avec pour objectif la construction d'un paquebot de plus de 300 mètres et d'une vitesse approchant des 30 nœuds, navire rapidement présenté à la presse sous le nom d'Oceanic.

#### Crise économique et difficultés financières

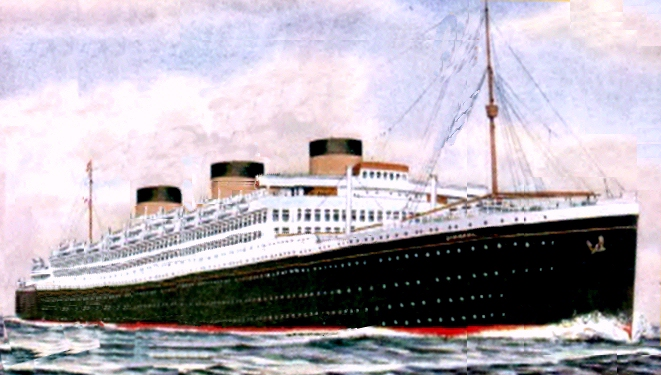
La crise économique a raison de la construction de l'Oceanic qui devait permettre à la White Star de se consolider sur l'Atlantique Nord.

L'annonce de la construction de l'Oceanic laisse cependant bien vite la place à la déception. Alors que la construction de la quille est en cours, les travaux sont arrêtés courant 1929, dans un premier temps pour étudier l'appareil de propulsion le plus adapté. Ils ne reprennent jamais, et la quille est finalement démantelée pour que son acier soit utilisé dans la construction d'autres navires. La crise économique de 1929 met en effet un point final au projet. À la même époque, la Cunard se retrouve dans la même situation, et doit stopper la construction du futur Queen Mary par manque de fonds. Les difficultés de la White Star sont cependant de plus grande ampleur. En effet, depuis qu'il en a le contrôle, Kylsant siphonne les revenus de l'Oceanic Steam Navigation Company au profit du reste de la Royal Mail en attendant une amélioration de la situation financière. Aussi, les dividendes déclarés par la compagnie sont en constante diminutions, poussant par ailleurs Harold Sanderson à quitter la direction. Par ailleurs, les demandes répétées du Trésor afin d'obtenir remboursement fragilisent Kylsant, qui est par ailleurs arrêté dans le cadre de l'affaire de la Royal Mail, en 1931, alors qu'il s'est déjà éloigné depuis quelques mois de la direction.
Dans ce contexte de crise économique, la White Star Line se doit de limiter ses dépenses. Les navires les plus anciens sont vendus, beaucoup de traversées sont supprimées afin de contrer la baisse du nombre de passagers. Ceux-ci ont été 172 000 à emprunter les paquebots de la compagnie sur l'Atlantique Nord en 1928, ils ne sont plus que 157 930 l'année suivante. Les paquebots, y compris les plus gros comme le Majestic et l'Olympic, sont utilisés pour des croisières durant leurs périodes d'inactivité afin de limiter leurs pertes. Un nouveau paquebot, le Britannic, entre par ailleurs en service en 1930. Il s'adapte parfaitement aux circonstances puisqu'il est plus lent et donc plus rentable que les transatlantiques de la ligne de Southampton. Il devient aussitôt le navire rapportant le plus d'argent à la compagnie, et un jumeau le rejoint en 1932.
La situation n'est pas pour autant favorable à la compagnie, qui enregistre en 1930 le premier déficit de son histoire, déficit qui se poursuit les années suivantes. Le départ de Kylsant en 1931 laisse son empire dans un état de délabrement avancé. Son éclatement est alors envisagé, les banques ayant ensuite pour rôle de maintenir autant que possible les différentes flottes en vie selon leurs performances. L'opération débute à partir de 1932, le plus complexe étant alors de démêler la toile de liens unissant les différentes entreprises. Un autre coup dur frappe alors la White Star : le gouvernement australien demande en effet remboursement d'un million de livres encore dus à la suite des achats de Kylsant. La compagnie étant incapable de rembourser sa dette, ses navires sur cette ligne sont cédés à une nouvelle compagnie, la Aberdeen and Commonwealth Line Ltd, en 1933. Le prix de vente étant particulièrement bas, il s'agit d'une nouvelle perte pour la compagnie dont la situation est de plus en plus précaire.
La même année, alors que l'entreprise semble acculée à la faillite, des discussions commencent à avoir lieu afin d'envisager une fusion avec la Cunard Line, également en difficulté. Pour sa part, Joseph Bruce Ismay tente, vingt ans après son éviction, de participer au sauvetage de l'entreprise en proposant de créer avec l'accord du gouvernement une nouvelle compagnie qui exploiterait et ferait construire d'autres navires similaires au Britannic et au Georgic afin de se rentabiliser. L'idée n'aboutit pas et Ismay meurt en 1937 sans avoir pu faire plus. Pendant ce temps, d'autres navires vieillissants sont envoyés à la casse sans être remplacés, notamment les Big Four à l'exception de l'Adriatic.

#### La Cunard-White Star et la disparition progressive de la compagnie

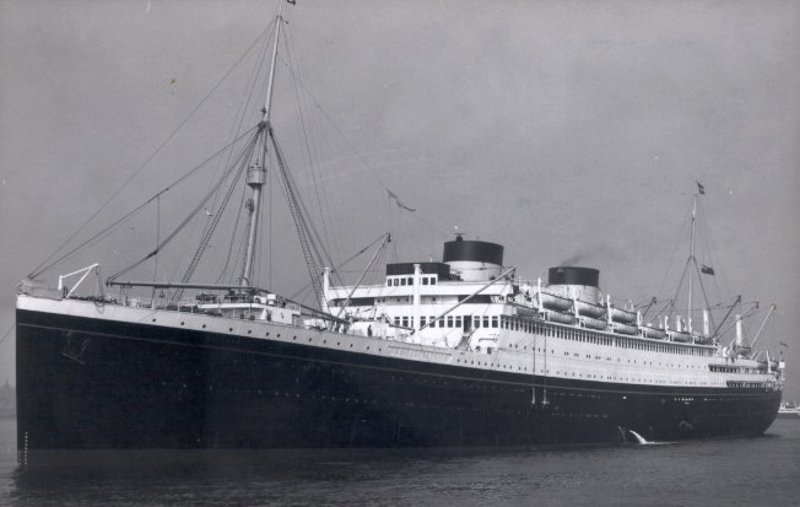
Retiré du service en 1960, le Britannic est donc le dernier transatlantique à arborer les couleurs de la White Star Line.

La fusion est donc clairement envisagée. L'élément déclencheur est une suggestion du chancelier de l’Échiquier, Neville Chamberlain, qui assure qu'en cas de fusion, le gouvernement aidera la nouvelle compagnie à terminer le Queen Mary. Cette fusion permettrait en effet de préserver la prédominance britannique dans le secteur maritime. La situation est en effet préoccupante : là où le nombre de passagers transatlantiques dépassait le million avant 1930, 1934 n'en voit que 460 000. L'Olympic, qui transportait en moyenne 950 passagers par traversée dans les années 1920 n'en a plus que 233 lors d'une traversée de mai 1934. C'est ainsi qu'est voté et adopté en mars 1934 le North Atlantic Shipping Bill qui avance jusqu'à 9 500 000£ à la nouvelle compagnie, au sein de laquelle la Cunard est destinée à tenir 62 % des parts, l'Oceanic Steam Navigation Company héritant des 38 % restants.
La fusion effective intervient le 10 mai suivant, aboutissant à la création de la Cunard-White Star Line. Les deux flottes sont réunies, la Cunard apportant le plus gros. La White Star fournit pour sa part le Britannic, le Georgic, le Majestic, l'Olympic, l'Homeric, l'Adriatic, l'Albertic, le Laurentic, le Doric et le Calgaric, ce dernier étant d'ores et déjà en attente de démolition. Les deux flottes sont cependant bien trop importantes, et de nombreux navires sont envoyés à la casse de part et d'autre. À partir de 1936, ne restent de la White Star que le Britannic, le Georgic et le Laurentic, ce dernier étant inutilisé et prêté au gouvernement à des fins militaires (il sombre durant la Seconde Guerre mondiale.
En 1939, l'Oceanic Steam Navigation Company est officiellement dissoute, tandis que la White Star Line Limited disparaît, criblée de dettes. Les 38 % de parts de l'OSNC sont réattribuées à l'Oceanic Steam Navigation Realisation Company. Dans les faits, si les navires de la Cunard-White Star arborent les pavillons des deux compagnies, la place de la Cunard y est de plus en plus importante. Durant la Seconde Guerre mondiale, les trois navires restants de la compagnie sont engagés dans le conflit ; seul le Britannic en sort indemne, le Georgic étant bombardé, puis renfloué et désormais propriété du ministère des transports (mais affrété par la Cunard-White Star. En 1947, la Cunard offre 2 £ pour chaque part de 1 £ de la compagnie ne lui appartenant pas. Elle rachète ainsi la totalité de l'entreprise. Le 31 décembre 1949, les activités de la Cunard-White Star Line sont réattribuées à la Cunard Line seule. Les couleurs et le drapeau de la compagnie continuent cependant à être arborés par le Georgic et le Britannic. Le premier est démoli en 1956 ; le second reste en service jusqu'en 1960, son départ pour la casse marquant la fin de la présence des navires de la White Star sur les mers.
La White Star Line survit cependant encore à travers le Nomadic, transbordeur construit pour embarquer les passagers des grands navires à Cherbourg en 1911, rénové à Belfast et présenté au public depuis 2013. Il s'agit du dernier navire construit pour la compagnie encore existant. La Cunard est quant à elle intégrée en 2005 au Carnival Group, qui a également fait du nom White Star Line une marque déposée.

## Flotte

### Des clippers aux plus grands paquebots du monde, pour le transport de passagers

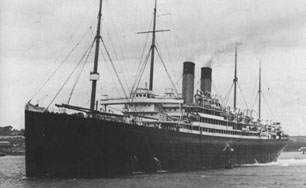
Le Celtic de 1901 est symbolique de la volonté de la White Star Line de privilégier la taille au détriment de la vitesse.

Détailler la flotte de voiliers de la White Star Line, en particulier durant la période précédent l'arrivée de Thomas Henry Ismay, est une tâche impossible, ces navires étant nombreux et souvent affrétés pour quelques traversées seulement. La flotte à voiles de la compagnie n'a en effet jamais fait l'objet d'études et reste méconnue. Plusieurs voiliers célèbres se détachent cependant, outre le Tayleur connu pour son naufrage : ce sont notamment le Red Jacket, le White Star ou encore le Blue Jacket et le Shalimar. Les caractéristiques et les aménagements de ces navires sont cependant inconnus. La première White Star Line ne commande que deux navires à vapeur, le Royal Standard et le Sirius, mais n'exploite jamais le second. Il s'agit de navires de taille et de vitesse très modeste destinés à proposer des voyages réguliers vers l'Australie, principalement pour de nombreux immigrants accompagnés de quelques passagers de première classe.
Avec l'arrivée de la famille Ismay et la formation de l'Oceanic Steam Navigation Company, la politique de construction change du tout au tout, et s'illustre notamment par les rapports privilégiés avec les chantiers Harland & Wolff qui construisent la quasi-totalité des navires de la nouvelle compagnie en suivant le principe du « cost plus » qui donne carte blanche aux constructeurs pour avoir recours aux meilleures techniques possibles. C'est ainsi que les paquebots de classe Oceanic bénéficient de coque en fer et d'une forme effilée ; ils transportent également leurs passagers dans des conditions de confort alors inédites, en installant notamment les plus fortunés au centre du navire pour qu'ils souffrent moins des vibrations. À ses débuts, la White Star d'Ismay exploite des navires visant les records de vitesse, et plusieurs remportent le Ruban bleu, notamment l'Adriatic, le Britannic, le Germanic, le Majestic et le Teutonic,. Malgré cela, l'une des dernières décisions prises du vivant de Thomas Ismay est un changement radical de direction. La vitesse étant trop coûteuse, il est décidé de laisser les compagnies rivales s'affronter sur ce terrain, en privilégiant dans le même temps le confort et la régularité.
Cette technique s'avère payante, et s'incarne pour la première fois à travers les Big Four, quatuor de navires de grande taille, pouvant transporter de nombreux immigrants et proposant aux passagers un très haut niveau de confort, tout en limitant drastiquement la vitesse de service, comparable à celle des navires mis en service près de trente ans plus tôt. Le succès et les économies de carburant réalisées par les quatre paquebots poussent la compagnie à persévérer dans sa doctrine. C'est ainsi que les paquebots de classe Olympic mis en service dans les années 1910 n'ont pas pour objectif d'affronter leurs concurrents sur le terrain de la vitesse, mais les dépassent par la taille et le luxe de leurs installations. Les naufrages et la Première Guerre mondiale modifient grandement les projets de la compagnie dans les années 1920, son service transatlantique étant assuré, outre l'Olympic, par deux navires allemands récupérés en dommage de guerre, le Majestic et l'Homeric. Cela pose un problème de taille à la compagnie, les navires n'ayant ni les mêmes vitesse, ni les mêmes capacités : la régularité du service transatlantique en est fortement pénalisée.
La White Star Line est également très présente dans la course à la taille : ce sont deux de ses navires, l'Oceanic et le Celtic, qui sont les premiers à battre le record établi depuis plusieurs décennies par le Great Eastern. À l'exception de l'Adriatic, les Big Four sont successivement porteurs du titre de plus gros paquebot jamais construit, de même que l'Olympic, et le Titanic. Enfin, le Majestic reste, de sa mise en service en 1922 jusqu'à l'arrivée du Normandie en 1935, le plus gros navire en service.

### Cargos et transport de bétail
Bien que la White Star Line tire sa notoriété de ses grands paquebots, elle s'équipe également de cargos dès sa reprise par Thomas Henry Ismay. Il s'agit au départ de paquebots-mixtes, conçus avant tout pour le transport de marchandises, mais également capables d'embarquer quelques passagers de première classe, généralement sur des lignes moins desservies. C'est en premier lieu le cas de l'Asiatic, du Tropic, du Gaelic et du Belgic qui servent à la compagnie balbutiante pour l'expérimentation de lignes comme celle de Suez et de l'Amérique du Sud. D'autres navires du même type, conçus avant tout pour transporter des marchandises mais pouvant éventuellement les remplacer par des émigrants en cas de besoin, sont commandés par la compagnie dans les années 1880 pour son service à destination de la Nouvelle-Zélande, notamment le Coptic, le premier Arabic, le premier Ionic...
Avec la classe Jubilee et la classe Athenic, entre 1899 et 1903, la compagnie se dote d'autres paquebots-mixtes particulièrement performants et populaires, toujours à destination de la Nouvelle-Zélande, mais aussi de l'Australie. Plus performants que leurs prédécesseurs, ils servent jusque dans les années 1920 à 1930. D'autres navires de la sorte sont obtenus par le biais de la Leyland Line lorsque la White Star entre dans l'IMM, le Victorian et l'Armenian, qui assurent pour leur part un service transatlantique. Ils sont rejoints par deux autres navires de la même Leyland Line, cette fois renommés Cufic et Tropic pour respecter la nomenclature de la compagnie. À partir des années 1910, la White Star ne commande plus de cargos, ses paquebots pouvant souvent transporter quantité de marchandises dans leurs cales. Après la Première Guerre mondiale, elle reçoit cependant deux cargos, rejoints en 1925 par un troisième : le Bardic, le Gallic et le Delphic, qui servent sur la ligne australienne.
La compagnie s'illustre enfin, dans les années 1880 et 1890, avec un transport de marchandises bien particulier sur la ligne transatlantique, celui de bétail vivant. Pas moins de huit navires sont construits entre 1888 et 1895 afin d'assurer ce service : le Cufic, le Runic, le Nomadic (premiers du nom), le Tauric, le Bovic, le Naronic, le Cevic et le Georgic (premier du nom). Ce trafic s'annonce en effet juteux et rentable. L'importance de ce commerce est telle que le Georgic est à sa mise en service le plus gros cargo construit jusque-là. Un autre navire de ce type, encore plus imposant, est mis en construction pour prendre la suite : le Cymric, à une époque où le transport de bétail est parfois alterné avec celui des passagers. Cette pratique donnant une mauvaise image des conditions de transport des immigrants est rapidement abandonnée, et le Cymric est mis en service non plus comme cargo mais comme paquebot.

### Un lourd tribut payé à la mer

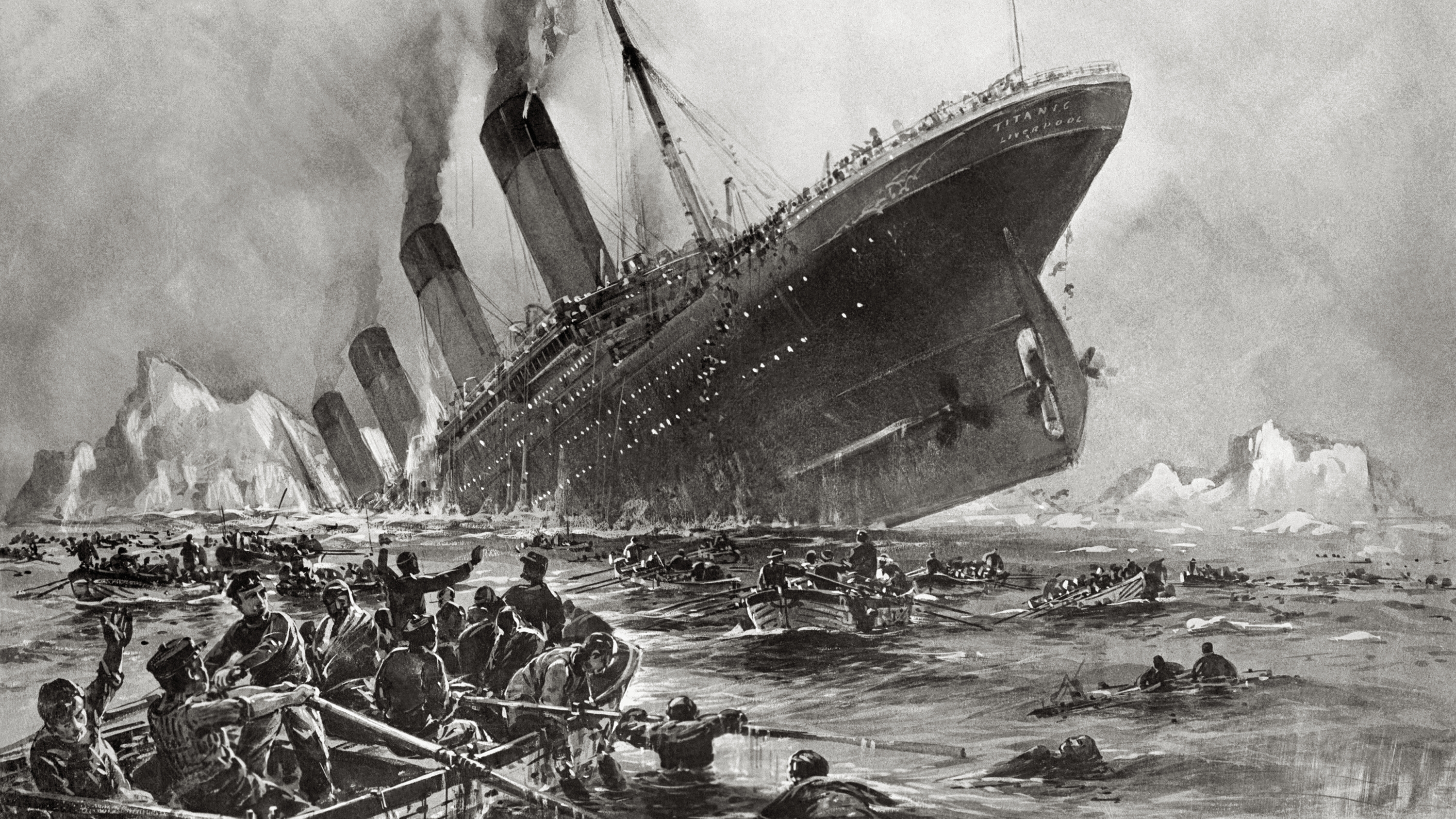
Le naufrage du Titanic est le plus marquant connu par la compagnie, en avril 1912.

Contrairement à celle de sa rivale, la Cunard Line, qui se vantait de n'avoir jamais perdu un seul passager en temps de paix, l'histoire de la White Star est marquée par plusieurs catastrophes maritimes de grande ampleur, à l'issue souvent désastreuse. Avant même la reprise par Thomas Henry Ismay, le Tayleur connaît un naufrage meurtrier, bien que la compagnie ne soit pas jugée responsable. Le fait que le Tayleur soit alors le fleuron de l'entreprise et qu'il sombre lors de son voyage inaugural ajoute au coup porté aux affaires de l'entreprise. Les débuts de l'Oceanic Steam Navigation Company sont également marqués par un naufrage qui se révèle être le plus meurtrier jamais connu alors, celui de l'Atlantic en 1873. Cette fois-ci, la responsabilité de la compagnie est clairement mise en cause, le navire manquant de charbon ; il faut plusieurs années pour que la compagnie soit finalement blanchie. Ce naufrage oblige la compagnie alors balbutiante à revendre le Tropic et l'Asiatic, mais n'entache pas durablement sa réputation.
En 1893, la compagnie est victime d'une autre catastrophe particulièrement mystérieuse : lors de sa treizième traversée, le transporteur de bétail Naronic disparaît en effet sans laisser de traces, n'ayant aucun moyen de contacter la terre ferme. Un canot de sauvetage vide est retrouvé quelque temps, ainsi que des messages dans des bouteilles jetées à la mer, dont l'authenticité reste douteuse. Les raisons du naufrage du navire sont nébuleuses, l'hypothèse d'un iceberg ayant été évoquée sans être pour autant confirmée. La responsabilité de la compagnie n'est pas engagée, de même que celle des constructeurs : des tests sur son jumeau, le Bovic, permettent en effet d'assurer qu'il n'avait pas de défaut de conception. En 1909, c'est au tour du Republic de connaître un naufrage particulièrement spectaculaire : heurté par un autre navire, il est en partie éventré, le choc tuant cinq mécaniciens. Ses compartiments étanches lui permettent cependant de rester à flot 38 heures, et l'opérateur radio Jack Binns devient le héros du moment en faisant venir des secours, notamment le Baltic. La White Star Line remporte par la suite un procès contre la compagnie propriétaire du navire éperonneur, mais le naufrage connaît surtout un retentissement fort dans l'opinion, en renforçant la confiance des gens de l'époque dans les paquebots.
Le naufrage qui fait cependant la notoriété de la compagnie survient trois ans plus tard, le 15 avril 1912, lorsque le Titanic heurte un iceberg et sombre en emportant 1 500 personnes avec lui. Si la vitesse du navire est mise en cause, la White Star n'en est pas jugée directement responsable, les commissions d'enquête remettant plutôt en question une pratique commune à toutes les compagnies. Il en va de même en ce qui concerne le nombre de canots de sauvetage. Ainsi, si le naufrage du Titanic bouleverse l'opinion et entraîne l'éviction du président de la compagnie, Joseph Bruce Ismay, sa survie étant jugée honteuse par une partie de la presse, la compagnie dans son ensemble n'est pas blâmée sur le long terme. La perte du Titanic la handicape cependant pour ses projets futurs.
Outre ces naufrages, la compagnie connaît son lot d'incidents (abordages, échouages, incendies) plus anodins, et non meurtriers. La White Star paye également un fort tribut au cours de la Première Guerre mondiale, en perdant plusieurs cargos assez anciens, mais surtout des paquebots plus récents et performants comme l'Oceanic, le Laurentic et surtout le Britannic qui coule quatre ans après son jumeau, sans avoir effectué une seule traversée commerciale.